# Special Herbs Vol. 7&8
Albums de MF DOOM
Special Herbs, Vols. 5&6
(2004) Special Herbs, Vols. 9&0
(2005)
Special Herbs, Vols. 7&8 est un album de MF DOOM (sous le pseudonyme de Metal Fingers), sorti le 21 septembre 2004.
Comme chacun des volumes de la série Special Herbs, les noms des morceaux renvoient tous à un nom de fleur ou d'herbe. Bien que l'opus soit un album d'instrumentaux, certains morceaux comportent aussi des passages avec des paroles extraites de films.

## Liste des titres
| No  | Titre                 | Contient un (des) sample(s) de                                        | Durée |
| --- | --------------------- | --------------------------------------------------------------------- | ----- |
| 1.  | Safed Musli           | The Klan de L.A. Carnival                                             | 3:15  |
| 2.  | Emblica Officinalis   |                                                                       | 4:50  |
| 3.  | Licorice              | All I Ask des Blackbyrds Pease Porridge Hot d'Harrell & Sharron Lucky | 3:05  |
| 4.  | Sarsaparilla          | Message From a Black Man des Whatnauts                                | 3:39  |
| 5.  | Fo Ti                 |                                                                       | 2:49  |
| 6.  | Camphor               | We Almost Lost Detroit de Gil Scott-Heron et Brian Jackson            | 1:50  |
| 7.  | High John             | All the Children Cried de John Klemmer                                | 4:31  |
| 8.  | Mandrake              | What a Fool Believes des Doobie Brothers                              | 2:34  |
| 9.  | Devil's Shoestring    | Passion Play du Sugarhill Gang                                        | 4:25  |
| 10. | Wormwood              | One Smart Nigger de King Geedorah                                     | 3:19  |
| 11. | Cedar                 | Brothers on the Slide de Cymande                                      | 3:35  |
| 12. | Buckeyes              |                                                                       | 3:04  |
| 13. | Chrysanthemum Flowers | Can You Hum a Tune? de L.A. Carnival                                  | 3:54  |